# Конная статуя Фридриха Великого
Конная статуя Фридриха Великого (нем. Reiterstandbild Friedrichs des Großen) — монументальная скульптура короля Пруссии Фридриха II верхом на коне, установленная на разделительной полосе бульвара Унтер-ден-Линден рядом со Старым дворцом в центре Берлина. Главный труд скульптора Кристиана Даниэля Рауха, одно из выдающихся произведений скульптуры XIX века, ознаменовавшее её переход к реализму. У берлинцев памятник носит ироническое прозвище «Старый Фриц».

## Описание

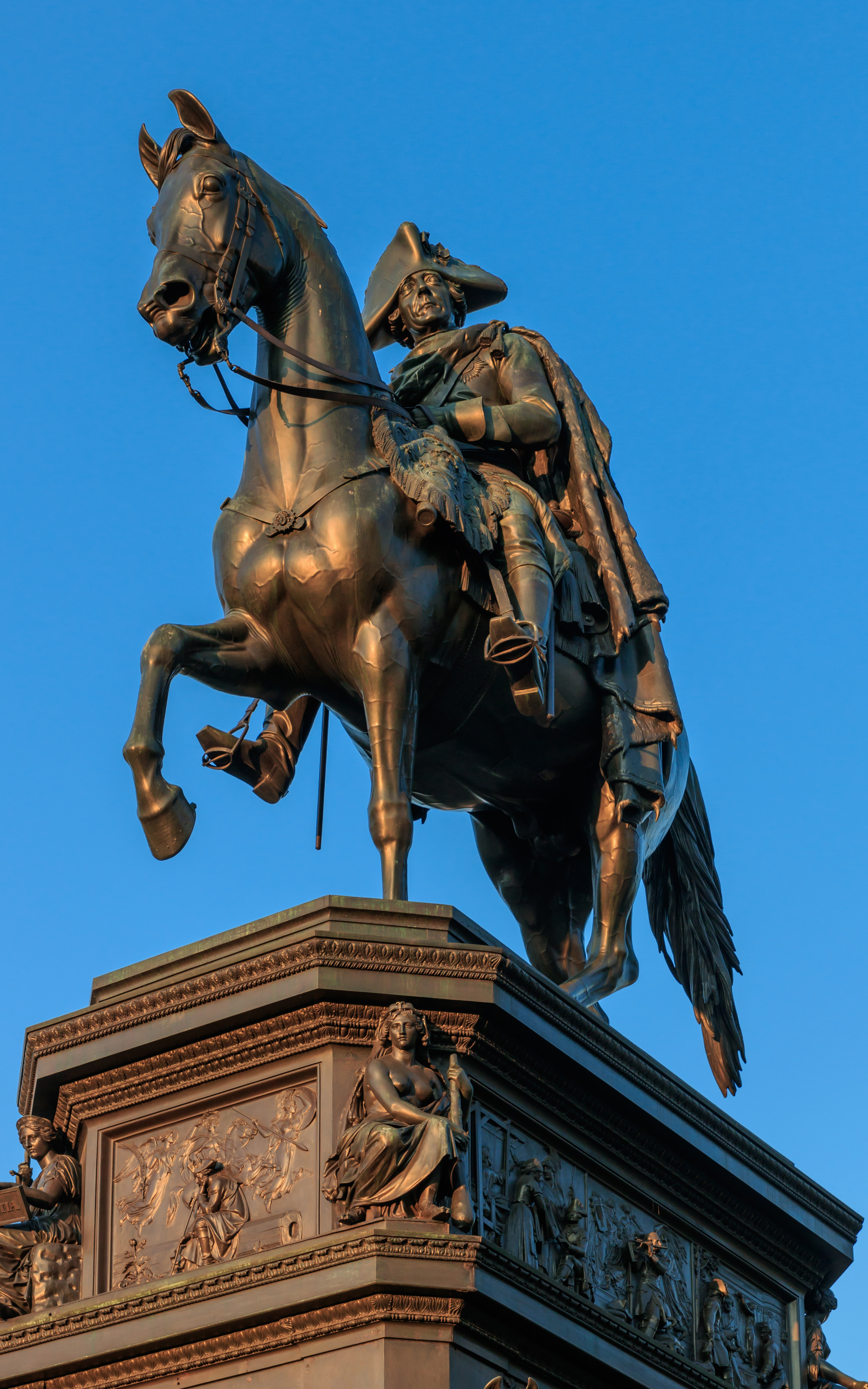
«Старый Фриц»

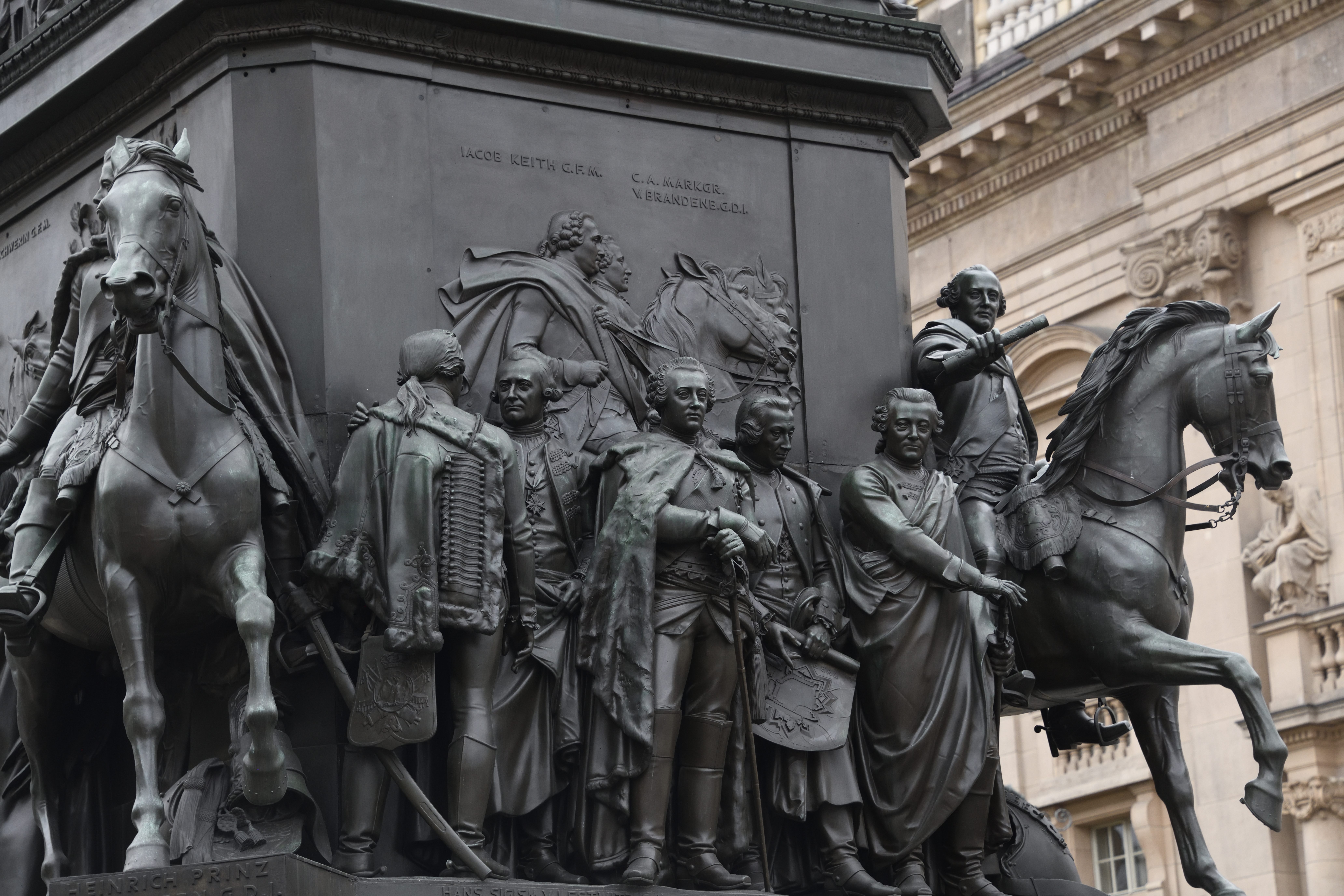
Фигуры в авангарде (стоят слева направо): Иоахим Бернхард фон Притвиц,, принц Август Вильгельм Прусский, Хейде, Генрих Сигизмунд фон дер, Хюльсен, Иоганн Дитрих фон

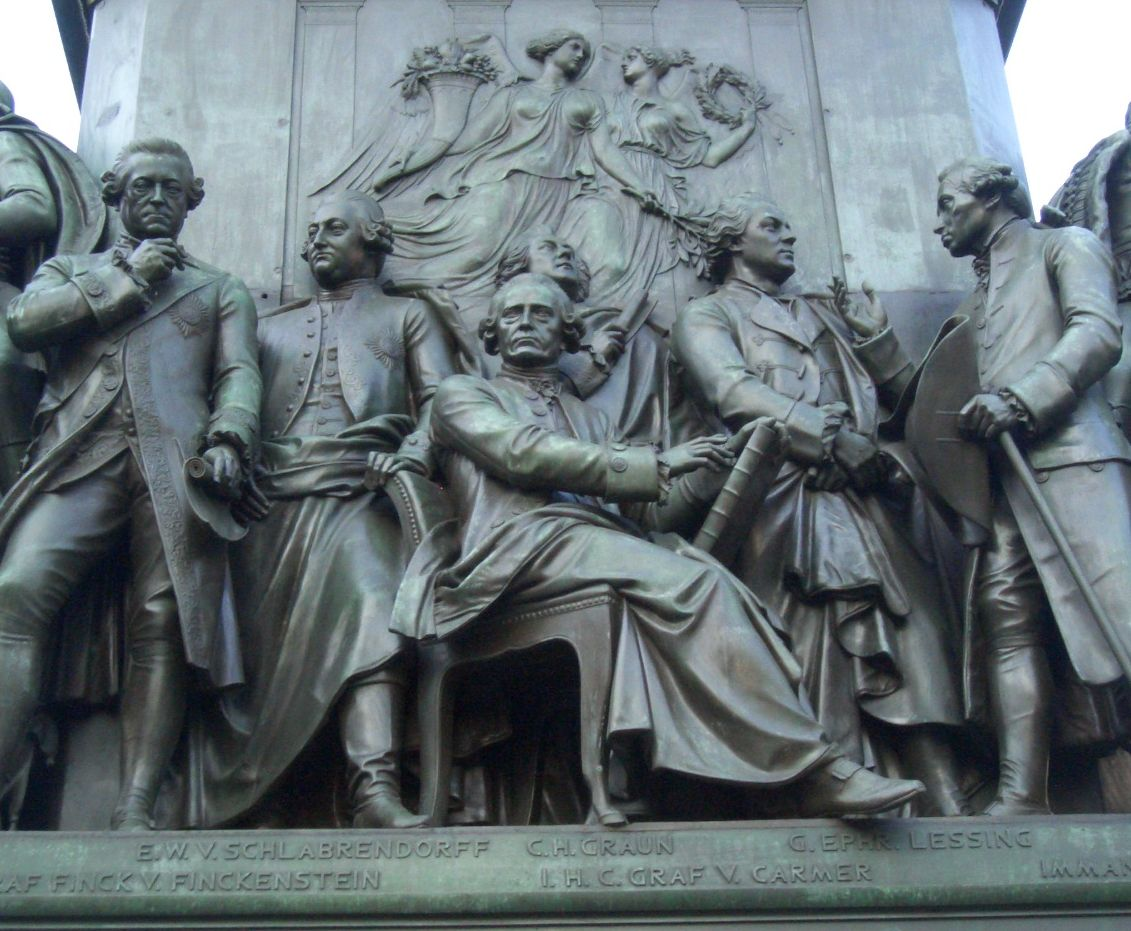
В арьергарде: Финкенштейн, Кармер, Граун, Лессинг и Кант

Общая высота памятника знаменитому королю Пруссии на Унтер-ден-Линден составляет 13,5 м. Скульптура установлена на прямоугольном постаменте размером почти 7 на 9 метров в основании, состоящем из двух частей. Цоколь постамента выполнен из гранита, бронзовый постамент насчитывает три яруса, разделённые между собой консольными карнизами. Самый нижний ярус отведён под надписи, два верхних яруса имеют богатое скульптурное оформление. Средний ярус бронзового постамента значительно меньшего размера, чем нижний, позволил разместиться почти полностью отделённым от фона горельефным изображениям, над головами которых помещены менее выпуклые барельефы. Верхний ярус бронзового постамента также украшен плоскими барельефами. Углы постамента на всех ярусах оформлены волютами или скульптурами. Конная статуя короля имеет высоту 5,5 метров. Фридрих II прямо восседает на степенно вышагивающем любимом коне Конде. Правая рука Фридриха с тростью упирается ему в бок, отпущенные поводья король держит левой рукой. Король одет в военную форму, точно соответствующую исторической эпохе, которая отчасти скрыта свободно наброшенной на плечи шинелью, на голове у монарха треуголка.
Скульптурное убранство постамента посвящено двух темам: на верхнем фризе изображены сцены из жизни короля Фридриха II, а на двух нижних увековечены выдающиеся современники Фридриха II. В нижней части постамента с лицевой стороны размещено посвящение «Фридриху Великому / Фридрих Вильгельм III / 1840 / Завершён при Фридрихе Вильгельме IV 1851», а по бокам и с тыльной стороны перечислены имена около семи десятков выдающихся личностей из окружения Фридриха Великого. Четыре всадника по углам изображают принца Генриха Прусского и герцога Фердинанда Брауншвейгского, а за ними генерала и гусарского командира Ганса Иоахима фон Цитена и генерала кавалерии Фридриха Вильгельма фон Зейдлиц-Курбаха. Это выдающиеся военачальники Силезских войн, как и образы на рельефах между ними с трёх сторон постамента. С тыльной стороны место отведено политикам, учёным и деятелям искусства, например, Иммануилу Канту и Готхольду Эфраиму Лессингу. В общей сложности на этом ярусе постамента изображено 74 человека, 21 из них — в скульптурах в натуральную величину.
Торжественная церемония открытия памятника Фридриху Великому состоялась 31 мая 1851 года по случаю 111-летия со дня его восшествия на трон, прошло уже почти 65 лет со дня смерти короля Фридриха. Все эти годы над проектами памятника прусскому монарху работали многие выдающиеся скульпторы, о чём свидетельствует около сотни скопившихся эскизов и макетов.

## История

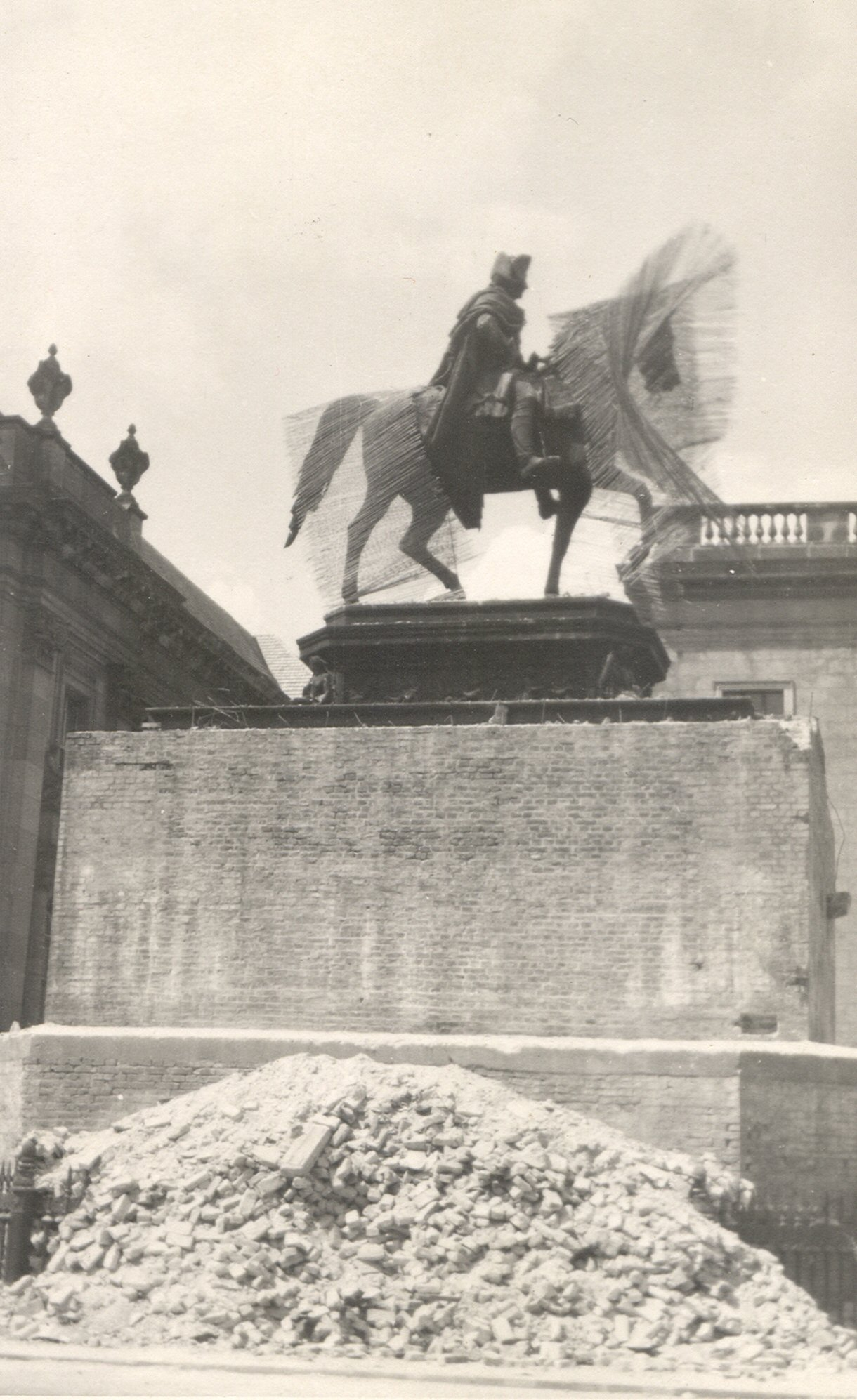
Демонтаж защитного кожуха. Май 1950

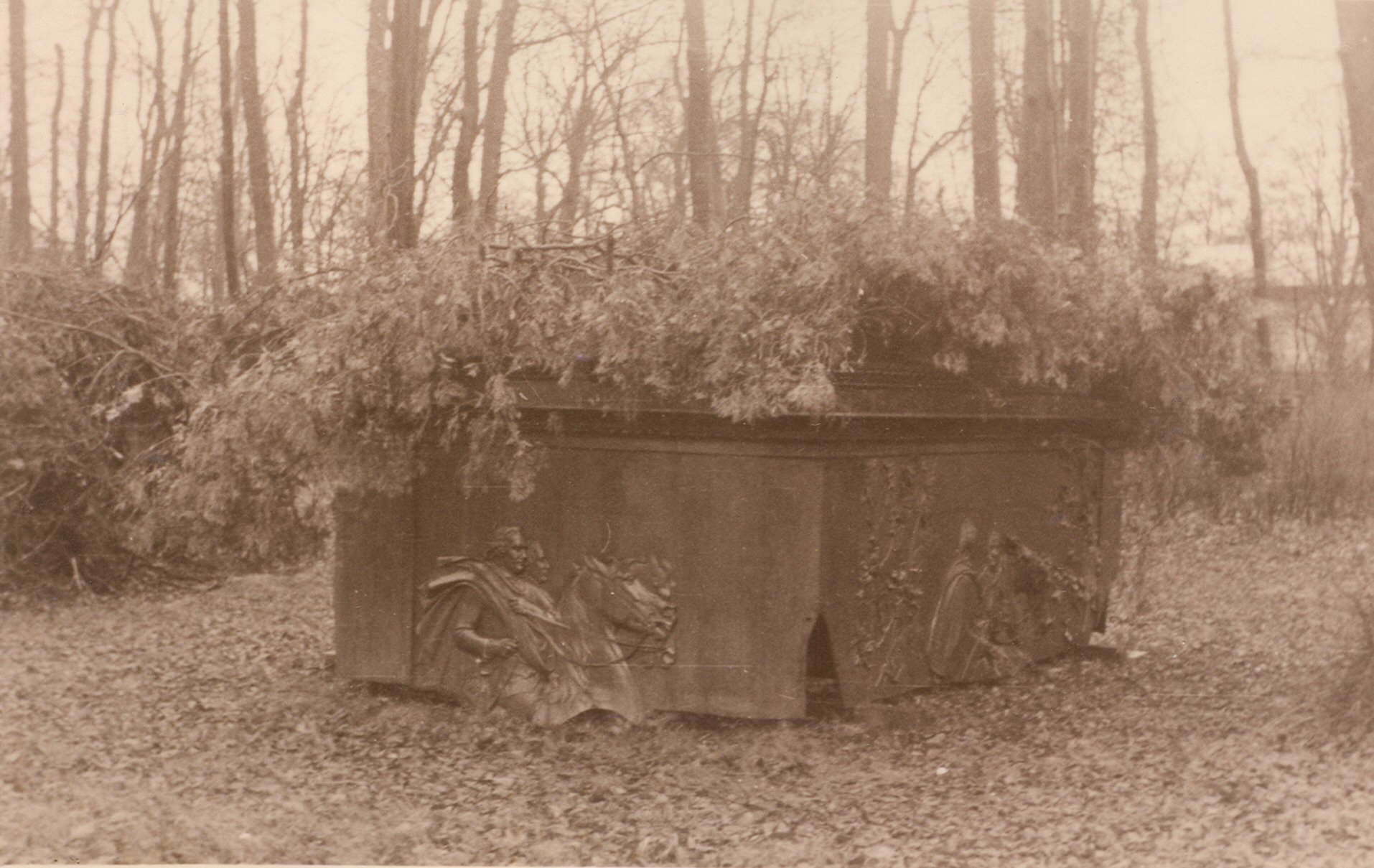
Деталь постамента, укрытая в парке Сан-Суси

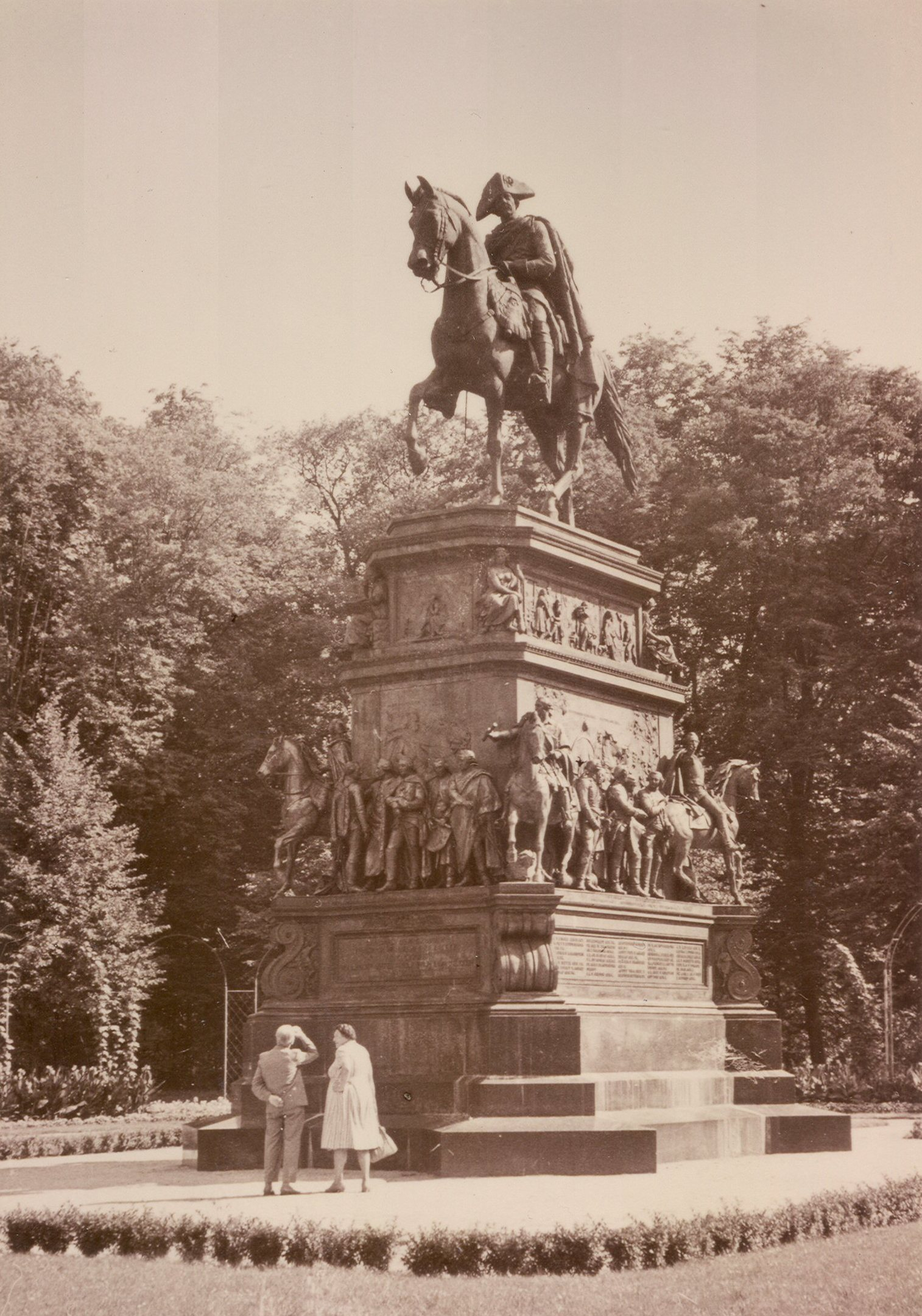
Фридрих Великий на гипподроме в Сан-Суси

Фридрих не желал видеть памятников себе при жизни. Первые проекты памятника, созданные вскоре после его смерти в 1786 году, потерпели неудачу из-за разногласий в вопросе облачения монарха на памятнике. На проектах памятника 1791 года по желанию Фридриха Вильгельма II его царственный дядька представал в античном одеянии по образцу конной статуи Марка Аврелия. Вопреки этому, большая часть населения и армия желали видеть короля на памятнике таким, как они его помнили: в военной форме и треуголке.
Иоганн Готфрид Шадов, изучавший технологии литья за границей (в Копенгагене, Стокгольме и Петербурге), представил в 1796 году несколько проектов, в том числе и в современной одежде, которую предпочитал Фридрих Великий, но король и Академия остались недовольны. Фридрих Вильгельм II стал склоняться к архитектурному решению мемориала Фридриху Великому, но умер, так и не определившись. Его преемник Фридрих Вильгельм III отложил решение вопроса о памятнике Фридриху Великому в долгий ящик в отсутствие интереса к этой теме в период наполеоновских войн. Больший интерес проявлял кронпринц, будущий король Фридрих Вильгельм IV, известный покровитель искусств. Интенсивная работа над проектами памятника Фридриху Великому возобновилась после 1829 года, подготовительные работы были поручены ученику Шадова Кристиану Даниэлю Рауху, уже подготовленный и лидировавший проект по образцу колонны Траяна был опять отвергнут. В конце концов 29 февраля 1836 года Раух получил официальный заказ на памятник. Известно изречение Шадова по этому поводу: «Моя слава растаяла во Мгле».
Макет монументальной конной статуи на богато украшенном постаменте, где правитель предстаёт обычным человеком в узнаваемой военной форме, был утверждён специально созданной для этого правительственной комиссией. Она же определила круг современников, достойных быть увековеченными в аллегорических фигурах на постаменте. Первый камень в основание памятника был заложен 1 июня 1840 года, в 100-летнюю годовщину восшествия Фридриха II на престол.
Над созданием макетов вместе с Раухом работали Альберт Вольф, Густав Герман Блезер, Эдуард Юлиус Гебхард, Гуго Гаген, Карл Вольгаст, Кристиан Геншов, Адольф Бройнлих, Бернгард Афингер, Юлиус Франц и Рудольф Пиль. Отливать бронзовые фигуры в наиболее современной и эффективной технике литья в песчаных формах Раух не доверил никому. Оценив несколько пробных работ, выполненных под его руководством в художественной мастерской в Лауххаммере, Раух вызвал местного гравёра и литейщика Карла Людвига Фрибеля к себе в Берлин. Фрибель получил в своё распоряжение имевшуюся мастерскую, а по согласованию со скульптором обустроил дополнительные мастерские для работы над макетами. К началу 1851 года все элементы, второстепенные скульптуры и барельефы были готовы, их выставили на обозрение ещё до сборки. 31 мая 1851 года состоялась торжественная церемония открытия смонтированного памятника. Его размеры указаны в документе того времени: общая высота 43 фута, из них высота конной статуи составляла 18 футов.
Во Вторую мировую войну памятник укрывали от бомбардировок каменным кожухом, памятник пережил войну без повреждений. В послевоенные годы на массивном кожухе расклеивали политические плакаты. После раздела Берлина руководитель музейного ведомства в магистрате Восточного Берлина заявил 1 октября 1949 года: «Конного короля надо убрать, […] он направляется на восток». После планомерного сноса Городского дворца, уничтожения национального памятника кайзеру Вильгельму и демонтажа созданных опять же Раухом статуй генералов Бюлова и Шарнхорста у Нойе Вахе магистрат в мае 1950 года принял решение о переносе конной статуи Фридриха Великого в парк Сан-Суси. В мае 1950 года начались работы по демонтажу защитного кожуха, что привлекло воров, специализировавшихся на цветных металлах, и привело к значительным утратам. 13 июля памятник был снят с цоколя и по частям перевезён в Потсдам. Там на соломенном покрытии под навесом разобранный памятник определили на хранение на огороженном складе берлинской строительной компании Stuck und Naturstein напротив Нового дворца. За сохранность элементов памятника и скрытность его хранения отвечал проверенный работник. Спустя десять лет этот самый сотрудник запросил в министерстве культуры ГДР разрешение на отправку памятника уже наконец на переплавку и даже заранее заказал для этого трейлер. Министр культуры Ганс Бентцин, до этого даже не имевший представления о месте нахождения бронзовой статуи, выяснил, что первый секретарь берлинского окружного правления СЕПГ и член Политбюро ЦК СЕПГ Пауль Фернер решил уничтожить этот символ «реакционной политики», чтобы он не мешал правительству обустроить территории на Унтер-ден-Линден на свой вкус. Бентцин, учитель по образованию, историк и политик высокого уровня, с помощью нескольких единомышленников сумел официальными средствами предотвратить переплавку памятника, тем не менее доложил об исполнении, представив документ об утилизации памятника. В интервью по этому поводу он позднее рассказывал об этой операции: короля в присутствии полицейских погрузили в прицеп, Эберхард Бартке, руководитель художественного отдела в министерстве культуры ГДР, сидел в кабине водителя, затем грузовик дождливой ночью сделал круг по Потсдаму, а затем памятник выгрузили в другом месте в парке. Посвящённый в план спасения памятника генеральный директор государственных дворцов и садов Сан-Суси поручил местному садовнику тщательно замаскировать детали памятника на новом месте. Лишь в 1962 году без какого-либо освещения в средствах массовой информации памятник Фридриху II наконец удалось собрать на новом месте на гипподроме парка Шарлоттенхоф, как то и планировалось в 1950 году.
В 1979 году в ГДР опубликовали биографию короля Фридриха II Ингрид Миттенцвай, которая вызвала интерес общественности к местной истории и побудила пересмотреть отношение к ней в ГДР. Обустройство Унтер-ден-Линден в Восточном Берлине продвигалось недостаточными темпами, требовалось дать достойный ответ Западному Берлину, активно готовившемуся отмечать 750-летие города в 1987 году. В этих условиях в 1980 году генеральный секретарь ЦК СЕПГ и председатель Государственного совета ГДР Эрих Хонеккер лично распорядился восстановить конный памятник Фридриху II на прежнем месте. Отдел по особым поручениям под руководством архитектора города Эрхардта Гиске при содействии строительной дирекции государственных дворцов и садов Сан-Суси организовали возврат памятника на Унтер-ден-Линден после предварительной реставрации. Конную статую Фридриха Великого в целости и сохранности установили 30 ноября 1980 года в шести метрах к востоку от его первоначального места. Привлекшая всеобщее внимание установка памятника была оформлена «закрытым государственным актом» с пояснениями председателя Государственного совета ГДР Эриха Хонеккера и ведущих специалистов научных учреждений при ЦК СЕПГ.
Капитальная реставрация монумента была проведена по решению Сената Берлина в 2001 году. Памятник был демонтирован и надлежащим образом отремонтирован в мастерских под надзором соответствующего ведомства по охране памятников культуры. Был обновлён опорный фундамент, изготовлены новые канделябры и декоративная решётка. Спустя пять лет памятнику потребовалась капитальная чистка, после которой на него был нанесён защитный восковой слой против граффити.